# شورای قانونگذاری نیو ساوت ولز
شورای قانونگذاری نیو ساوت ولز (به انگلیسی: New South Wales Legislative Council) یکی از دو پارلمان نیو ساوت ولز در استرالیا می‌باشد. پارلمان دیگر قانونگذاری نیو ساوت ولز، انجمن قانونگذاری نیو ساوت ولز است. ساختمان هر دو پارلمان در پایتخت استرالیا در سیدنی جای دارد.